# Henri Colans
Henri hachille Colans (Brussel, 5 juli 1915 - Warquignies, 24 juni 1996) was een Belgisch gewichtheffer.

## Levensloop
Colans nam tweemaal deel aan de Olympische Zomerspelen, met name in 1948 te Londen en in 1952 te Helsinki. In 1948 werd hij er negentiende en in 1952 twintigste in de gewichtsklasse van de vlieggewichten (≤52kg).